# Premis Graffiti
El premi Graffiti (en castellà: Premio Graffiti) són una sèrie de guardons, que des de la seva creació en el 2003, pretenen ser un reconeixement a la música uruguaiana.
Si bé, en un principi, només premiaven el rock uruguaià, amb els anys es van convertir en els premis més representatius de la música nacional i van acabar integrant tots els gèneres de la música d'Uruguai.
Els premis inclouen vint-i-vuit categories, tres de les quals es decideixen per votació popular a través d'internet. Aquestes tres categories són: l'artista de l'any, l'àlbum de l'any i el tema de l'any. Es destaca el premi Graffiti a la trajectòria que ha estat lliurat a músics, com ara, Jaime Roos, Hugo Fattoruso, Osvaldo Fattoruso, Gabriel Peluffo, Gustavo Parodi, Gastón Ciarlo, Ruben Rada, Jorge Galemire, José Carbajal, Francisco Nolé, Larbanois & Carrero, Fernando Cabrera y Los Olimareños.
Des 2014, la cerimònia de lliurament dels premis es realitzava a l'Auditori Nacional Adela Reta. El 2020 es va celebrar per primer cop a l'interior de país en San José.